# Diplocolenus aquilonius
Diplocolenus aquilonius är en insektsart som beskrevs av Ross och Hamilton 1970. Diplocolenus aquilonius ingår i släktet Diplocolenus och familjen dvärgstritar. Inga underarter finns listade i Catalogue of Life.